# Giảm xóc

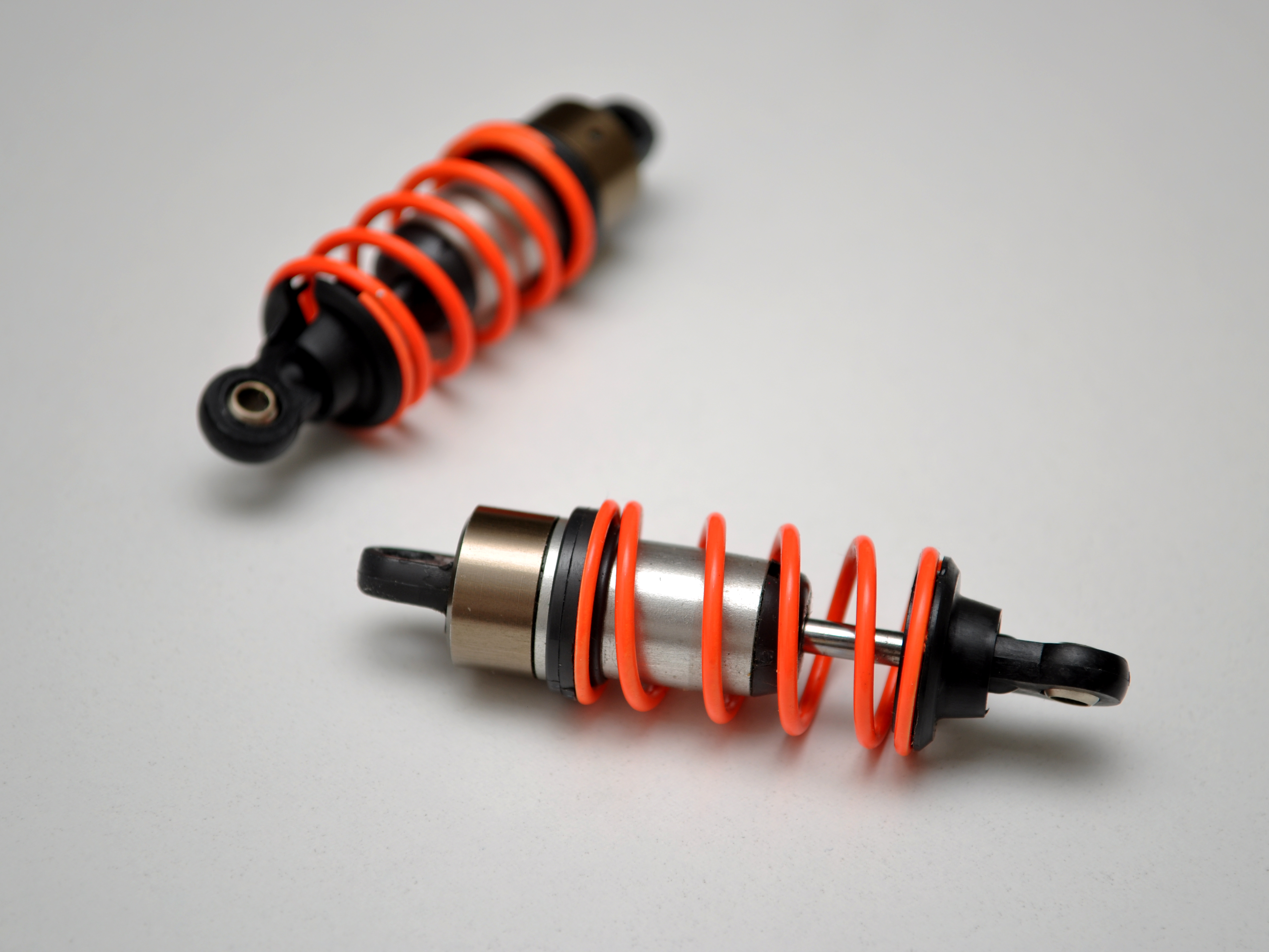
Các thành phần hộp thu nhỏ chứa đầy dầu với lò xo chống xóc cho xe ô tô các kích cỡ.

Bộ giảm xóc hay phuộc nhún là một thiết bị cơ khí hoặc thủy lực được thiết kế để hấp thụ và làm giảm các xung sốc. Nó thực hiện điều này bằng cách chuyển đổi động năng của cú sốc thành một dạng năng lượng khác (điển hình là nhiệt năng) sau đó nhiệt năng này bị tiêu tán đi. Hầu hết các giảm xóc là một dạng dashpot (một bộ giảm xóc chống lại chuyển động thông qua ma sát nhớt).

## Miêu tả
Giảm xóc khí nén và thủy lực được sử dụng kết hợp với đệm và lò xo. Một bộ giảm xóc ô tô chứa các van khóa và lỗ kiểm tra dùng lò xo để kiểm soát dòng chảy của dầu thông qua một pít-tông bên trong (xem bên dưới).
Một thứ cần xem xét  trong bản thiết kế, khi thiết kế hoặc chọn một bộ giảm xóc, là năng lượng sốc đó sẽ bị chuyển hóa đi đâu. Trong hầu hết các chất hấp thụ sốc, năng lượng được chuyển thành nhiệt bên trong một chất lỏng có độ nhớt. Trong các xi lanh thủy lực, chất lỏng thủy lực nóng lên, còn trong các bình khí, không khí nóng thường bị đẩy vào khí quyển. Trong các loại giảm xóc khác, chẳng hạn như các loại giảm xóc điện từ, năng lượng thoát ra có thể được lưu trữ và sử dụng sau này. Nói chung, giảm xóc giúp xe chạy êm hơn trên những con đường không bằng phẳng.

### Hệ thống treo xe
Trong một chiếc xe, giảm xóc làm giảm hậu quả của việc di chuyển trên mặt đất gồ ghề, dẫn đến cải thiện chất lượng xe và việc lái xe. Trong khi giảm xóc phục vụ mục đích hạn chế chuyển động treo quá mức, mục đích duy nhất của chúng là làm giảm bớt dao động của lò xo. Giảm xóc sử dụng việc dùng các van dầu và khí để hấp thụ năng lượng dư thừa từ lò xo. Tỷ lệ lò xo được nhà sản xuất lựa chọn dựa trên khối lượng của xe khi chịu tải và không tải. Một số người sử dụng các cú sốc để sửa đổi tỷ lệ của lò xo nhưng đây không phải là cách sử dụng chính xác. Cùng với độ trễ trong chính lốp xe, chúng làm giảm năng lượng được lưu trữ trong chuyển động của trọng lượng không bị rung lắc theo các chiều lên xuống. Giảm xóc cho bánh xe hiệu quả có thể yêu cầu phải điều chỉnh các mức sốc đến một mức kháng tối ưu.
Giảm xóc dùng lò xo thường sử dụng lò xo cuộn hoặc lò xo lá, mặc dù thanh xoắn cũng được sử dụng trong giảm xóc xoắn. Tuy nhiên, lý tưởng là lò xo không phải là chất hấp thụ sốc, vì lò xo chỉ lưu trữ và không tiêu tán hoặc hấp thụ năng lượng. Xe thường sử dụng cả giảm xóc thủy lực và lò xo hoặc thanh xoắn. Trong sự kết hợp này, "giảm xóc" đề cập cụ thể đến piston thủy lực giúp hấp thụ và làm tiêu tan các rung động. Hiện tại, hệ thống treo composite được sử dụng chủ yếu trong xe 1 cầu và cả lò xo lá cũng được tạo thành từ vật liệu composite trong xe 2 cầu.

## Lịch sử ban đầu
Tương tự như xe ngựa và đầu máy xe lửa, hầu hết các phương tiện cơ giới đời đầu đều sử dụng lò xo lá. Một trong những đặc điểm của các lò xo này là ma sát giữa các lá mang lại một mức độ giảm xóc, và trong một đánh giá năm 1912 về hệ thống treo xe, việc thiếu đặc tính này trong các lò xo xoắn ốc là lý do "không thể" sử dụng chúng làm chính lò xo. Tuy nhiên, lượng giảm xóc được cung cấp bởi ma sát lò xo lá bị giới hạn và thay đổi tùy theo điều kiện của lò xo, và dù ướt hay khô. Nó cũng hoạt động theo cả hai hướng. Hệ thống treo trước cho xe máy đã sử dụng cuộn dây Druid từ năm 1906, và các thiết kế tương tự sau đó đã bổ sung bộ giảm chấn ma sát quay, làm giảm xóc cả hai cách - nhưng chúng có thể điều chỉnh (ví dụ: dĩa Webb 1924). Những bộ giảm xóc đĩa ma sát này cũng được trang bị cho nhiều xe.
Một trong những vấn đề với xe ô tô là sự thay đổi lớn về khối lượng dao động giữa tải nhẹ và tải đầy đủ, đặc biệt là đối với lò xo phía sau. Khi lò xo bị tải nặng có thể chạm đáy, và ngoài việc lắp cao su 'dừng va chạm', đã có những nỗ lực sử dụng lò xo chính nặng với lò xo phụ để làm trơn khi đi xe, mà thường được gọi là 'giảm xóc'. Nhận thấy rằng sự kết hợp của lò xo và xe dao động với tần số đặc trưng, những lò xo phụ này được thiết kế với một giai đoạn khác, nhưng không phải là một giải pháp cho vấn đề rằng lò xo hồi phục sau khi va đập có thể ném bạn ra khỏi chỗ ngồi. Những gì được gọi là giảm xóc hoạt động trên sự phục hồi của lò xo.
Mặc dù C.L. Horock đã đưa ra một thiết kế vào năm 1901 có giảm xóc thủy lực, nhưng nó chỉ hoạt động theo một hướng. Nó dường như không được đưa vào sản xuất ngay lập tức, trong khi các bộ giảm chấn cơ học như Gabriel Snubber bắt đầu được trang bị vào cuối những năm 1900 (tương tự là Stromberg Anti-Shox). Những hệ treo xe này đã sử dụng một vành đai cuộn bên trong một thiết bị sao cho nó tự do quấn vào dưới tác động của lò xo cuộn, nhưng gặp ma sát khi rút ra. Gabriel Snubbers đã được trang bị cho một chiếc xe Arrol-Johnston 11,9 hp đã phá vỡ kỷ lục 6 giờ của Class B tại Brooklands vào cuối năm 1912, và tạp chí Automotor lưu ý rằng snubber này có thể có một tương lai tuyệt vời cho đua xe vì nó có trọng lượng nhẹ và dễ dàng điều chỉnh.